# مرفقات جنائزية

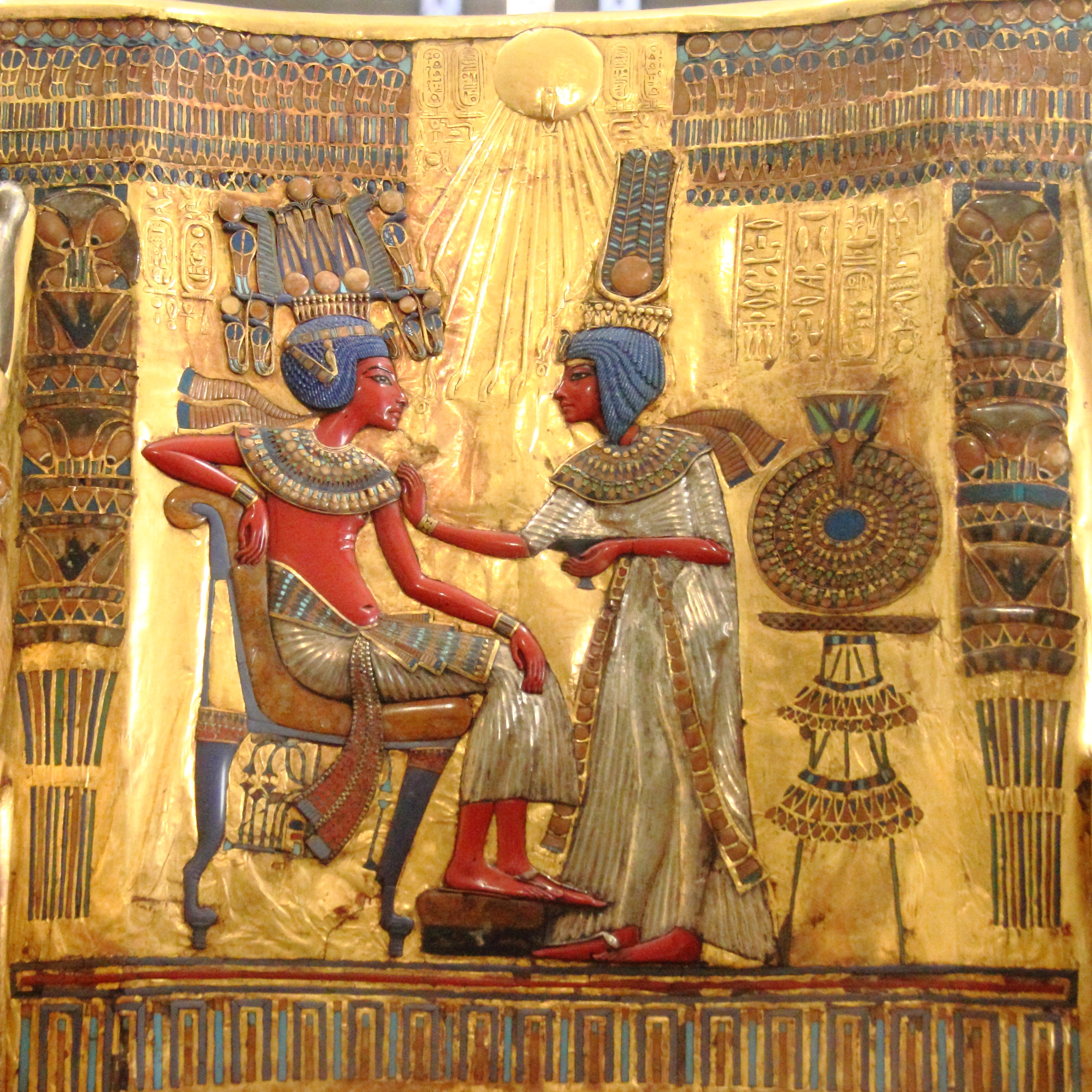
ما عرش الفرعون توت عنخ آمون المذهب إلا أحد الكنوز التي وجدت بداخل المقبرة.

مرفقات المقابر أو مرفقات الجنائز في علم الآثار وعلم الإنسان هي الحاجيات التي تدفن مع الجثث.
غالبًا ما تكون مرفقات المقابر أشياء شخصية أو مؤن تلطف من رحلة الميت بعد الموت، أو تكون قرابين للآلهة.